# Russischer Fonds für Grundlagenforschung
Der Russische Fonds für Grundlagenforschung (russisch Российский фонд фундаментальных исследований (РФФИ) – Rossijski fond fundamentalnych issledowani, englisch Russian Foundation for Basic Research (RFBR)) ist eine Einrichtung der staatlichen Forschungsförderung in Russland. Er wurde 1992 von der Regierung der Russischen Föderation gegründet.